# 2452 Lyot
2452 Lyot è un asteroide della fascia principale. Scoperto nel 1981, presenta un'orbita caratterizzata da un semiasse maggiore pari a 3,1572970 UA e da un'eccentricità di 0,1209235, inclinata di 11,81256° rispetto all'eclittica.
L'asteroide è dedicato all'astronomo francese Bernard Lyot.